# Беседка (Сестрорецк)
Беседка в Сестрорецке на улице Андреева (близ станции Курорт) долгие годы являлась визитной карточкой, символом города, размещаемым на сувенирных буклетах и открытках. Благодаря распространённой в городе легенде о выступлении в беседке Фёдора Шаляпина, в некоторых источниках за ней закрепилось название Беседка Шаляпина.

## История
В 1900 году к западу от жилой застройки Сестрорецка был торжественно открыт Сестрорецкий курорт. Железнодорожная улица была продлена до станции Курорт, также были проложены новые улицы и распроданы участки под застройку. На пересечении Железнодорожной улицы с улицами Сосновой, Лесной и Купальным переулком в результате сходились 4 участка и Верхний парк. Резная деревянная беседка сооружена в 1900-х годах на углу участка, принадлежавшего статскому советнику Вульфсону, выходившему к пятиугольному перекрёстку. Точная дата постройки беседки неизвестна. Архитектор сооружения также доподлинно неизвестен: по самой распространённой версии, беседку проектировал Григорий Яковлевич Леви, но существует вероятность, что автором постройки был Владимир Пясецкий, к чьему авторству относят главное здание курорта и здание дачи Вульфсона. Также проекты, схожие с беседкой в Сестрорецке, встречаются в альбомах начала XX века, посвящённых дачному строительству.
Среди местного населения за этой беседкой закрепилось название Шаляпинской, так как, по местной легенде, беседка служила сценой для артиста, который выступал здесь перед народом. Однако каких-либо документальных подтверждений этому нет. Беседка почти сразу стала визитной карточкой Сестрорецкого курорта, её изображали на открытках и других сувенирах.
Решением Исполнительного Комитета Ленинградского областного совета депутатов трудящихся беседка с 5 декабря 1988 года взята под государственную охрану в качестве объекта культурного наследия регионального значения.
После распада СССР беседка оказалась бесхозной и к середине 2000-х годов пришла в аварийное состояние. В 2004 году специалистами компании «Геотек» были произведены обмеры и фотографирование памятника. В конце 2007 года были выполнены работы по консервации руин. В том же году власти Сестрорецка соорудили на улице Токарева, возле дома 1, точную копию беседки.
После консервации памятник продолжал оставаться бесхозным до 2021 года, когда городские власти забрали здание в свою собственность. Тогда же из городского бюджета было выделено 4,7 миллионов рублей на проведение реставрации беседки, которая проходила с июля по ноябрь того же года; тендер на реставрацию выиграло ООО «Проектно-строительное бюро „Жилстрой“». В ходе реставрации беседка была демонтирована, и в мастерских был проведён ремонт каждой из деталей. В то же время под гранитными блоками основания был построен новый фундамент. Удалось сохранить 95 % оригинальных деревянных деталей, а также было обнаружено 5 слоёв краски, самый нижний из которых и был восстановлен. В результате беседка получила коричневую окраску, резные детали были выкрашены в белый цвет, а потолок — в голубой; также была благоустроена территория вокруг беседки.

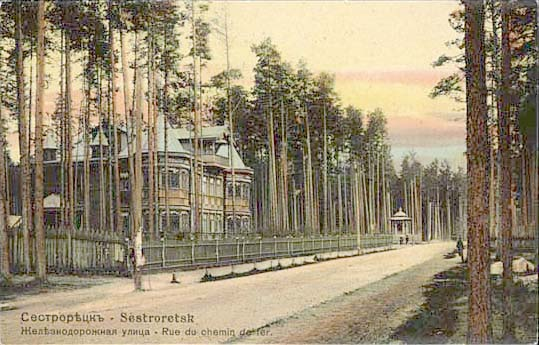
Дореволюционная открытка с видом на Железнодорожную улицу, вдали виднеется беседка
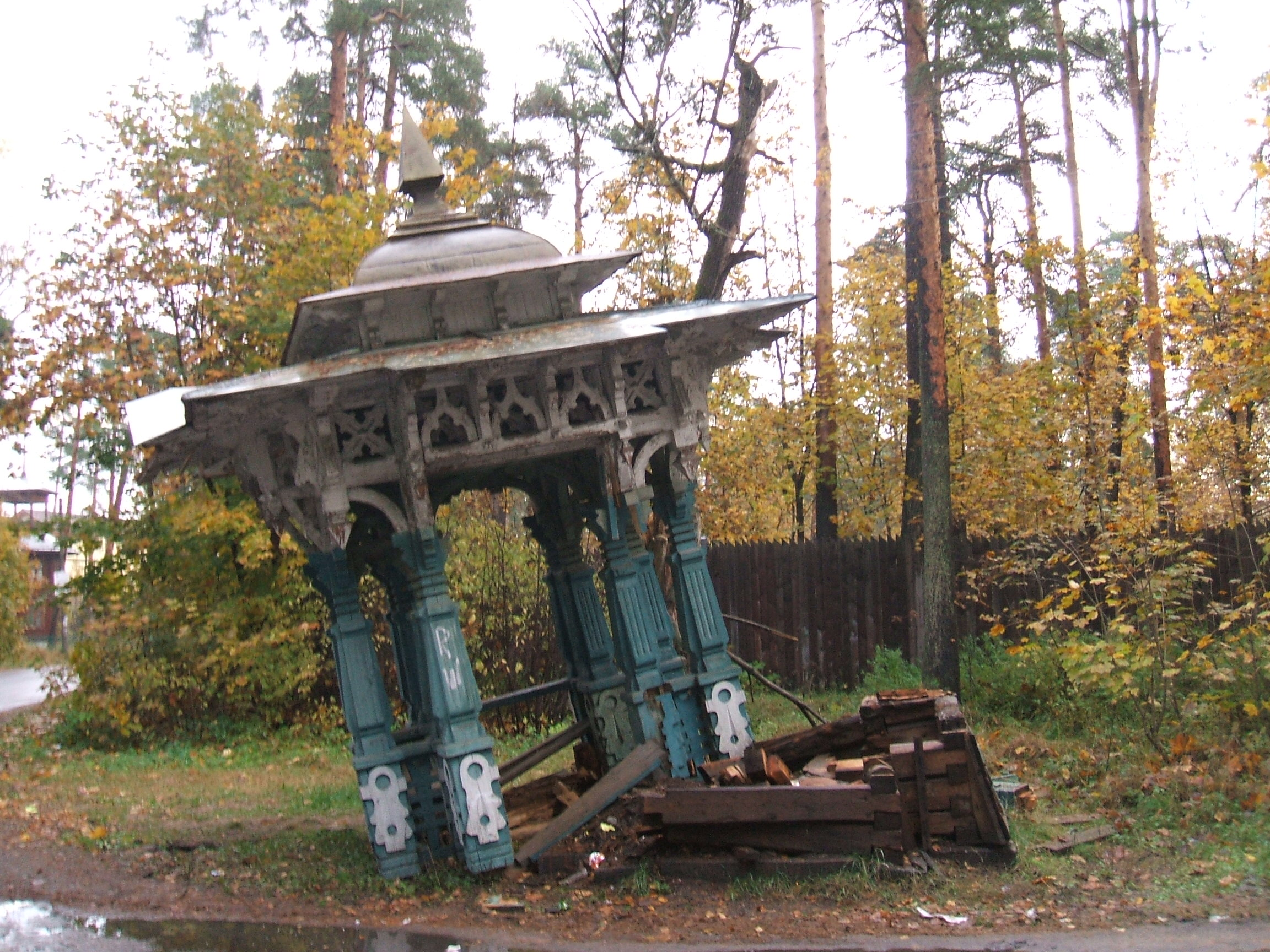
Руины 2007 год
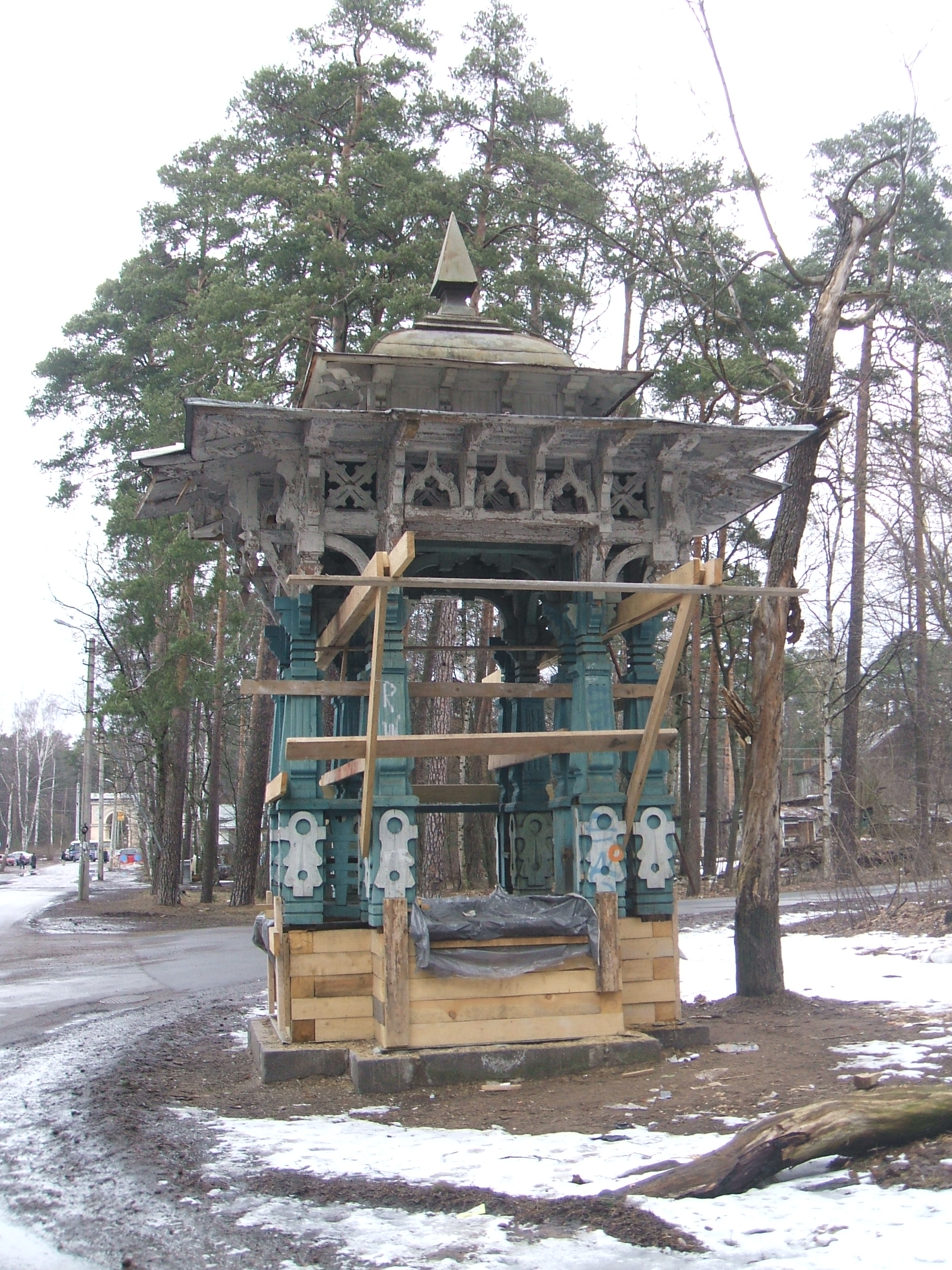
Консервация 2008 год.
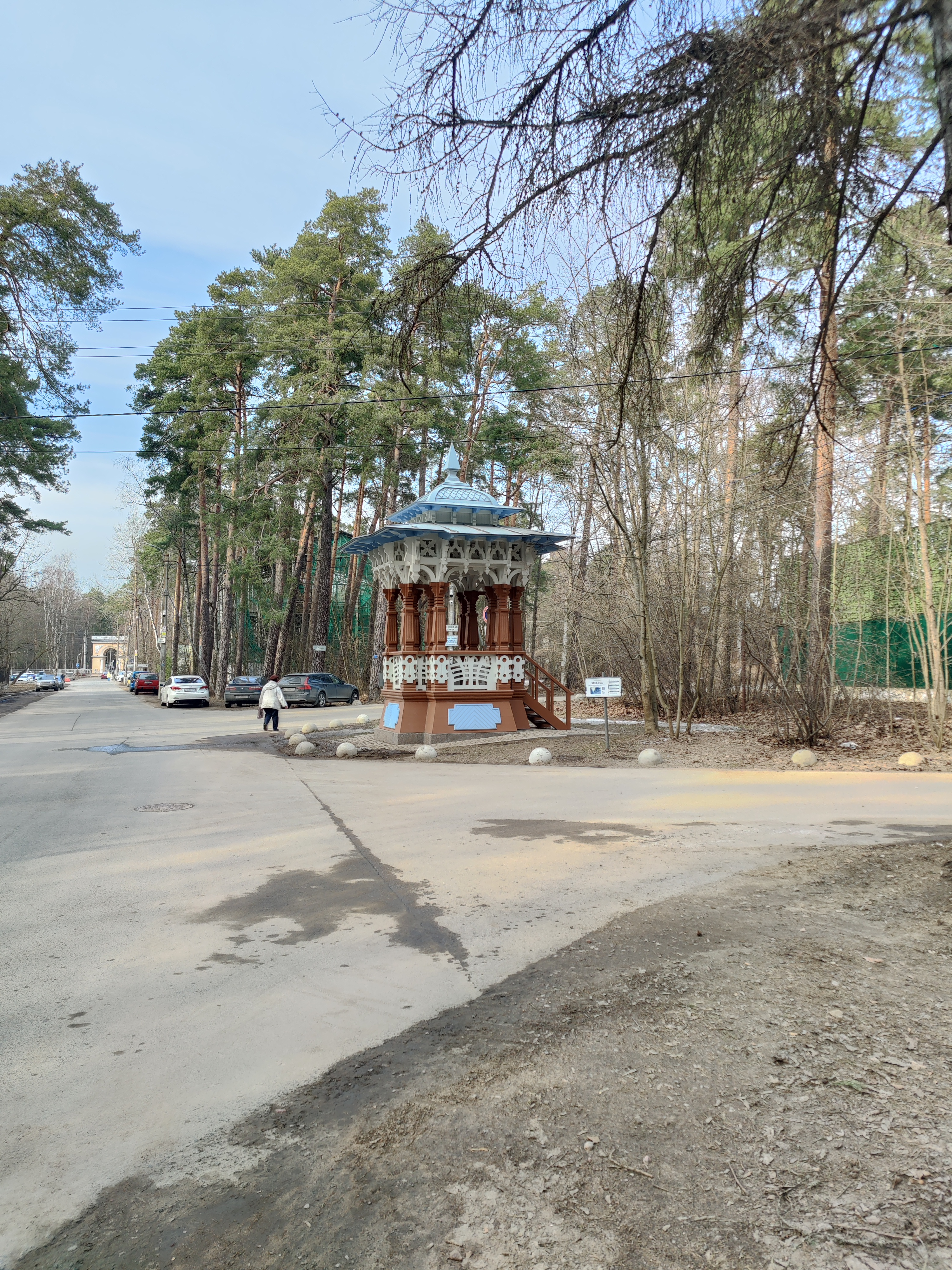
После реконструкции
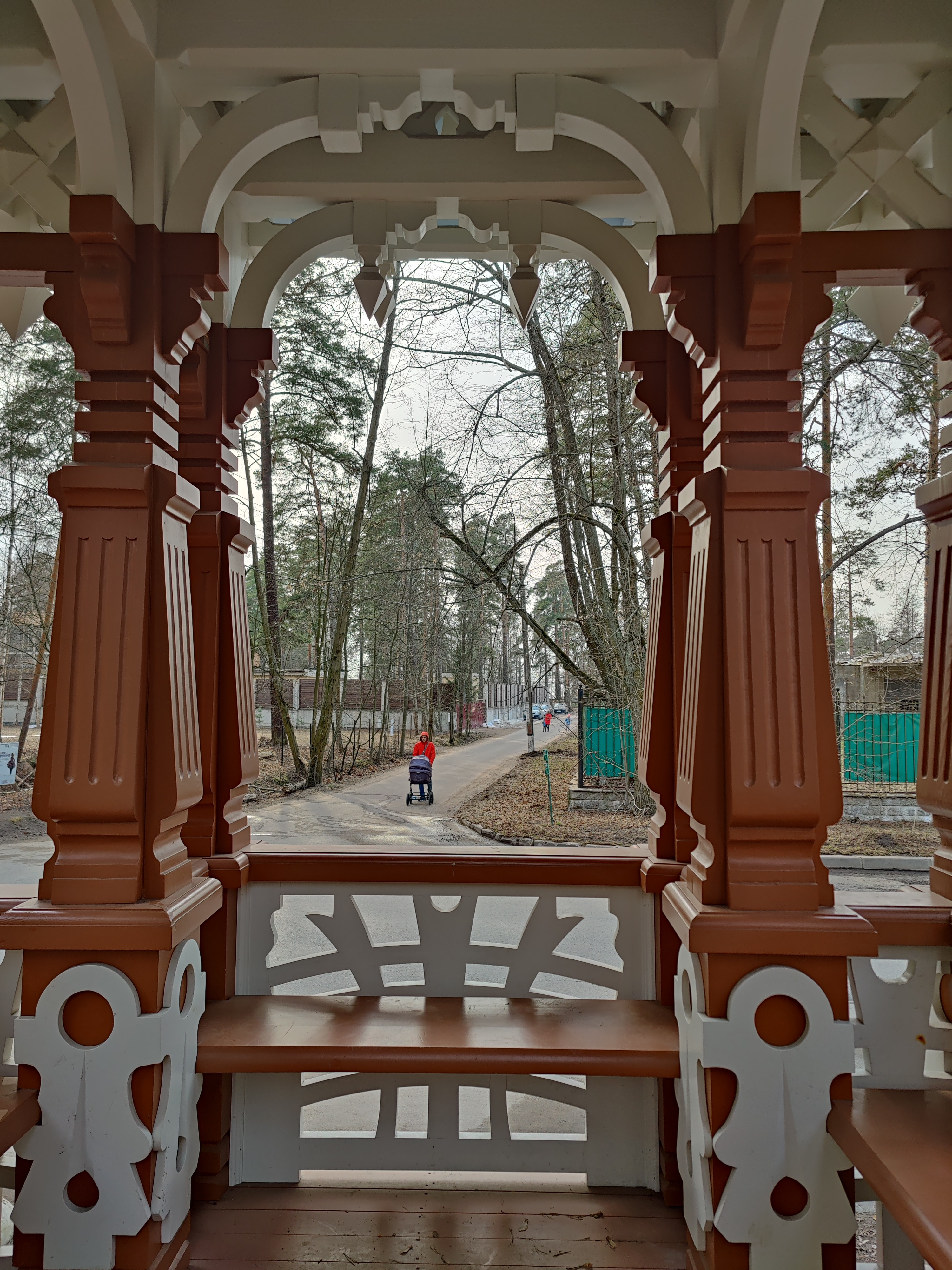
Вид изнутри
Макет В.Ю. Чуркина
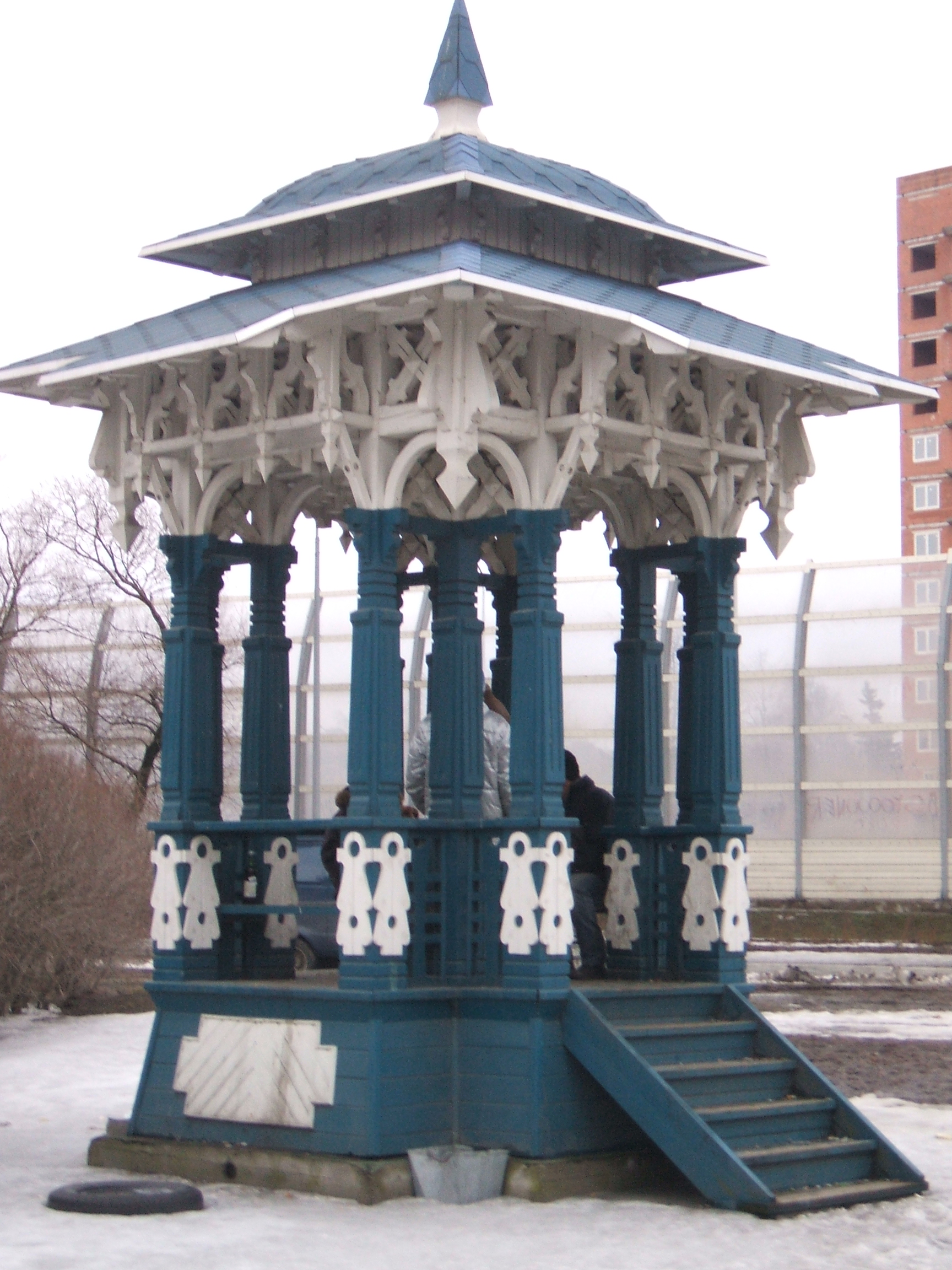
Новодельная копия беседки на улице Токарева

## Описание
Деревянная беседка на стыке русского стиля и модерна расположена на бывшем участке Вульфсона, у современного дома № 7 на улице Андреева в районе Курорт города Сестрорецка (Курортный район, Санкт-Петербург). Беседка представляет собой крестообразное в плане сооружение, стоящее на гранитном фундаменте. Нижняя часть сооружения состоит из четырёх основных пилонов по углам и двенадцати боковых. Основные пилоны держат двухъярусную крышу, устроенную по типу сомкнутого свода и имеющую широкие свесы на резных кронштейнах; завершена крыша пирамидальным навершием. Все элементы беседки декорированы резными деревянными элементами.